# Resaces
Resaces general del ejército de Persia bajo Darío III. Fue hermano de Espitrídates, un sátrapa de Jonia, que junto a él, luchó y murió directamente contra Alejandro Magno en la Batalla del Gránico en 334 a. C. Según Plutarco en vidas paralelas la lucha habría ocurrido de este modo:

"Sobrevinieron a un tiempo los generales Resaces y Espitridates, y hurtando el cuerpo a éste, Resaces, armado de coraza, le tiró un bote de lanza, y rota ésta metió mano a la espada. Batiéndose los dos, acercó por el flanco su caballo Espitridates, y poniéndose a punto le alcanzó con la azcona de que usaban aquellos bárbaros, con la cual le destrozó el penacho, llevándose una de las alas; el morrión resistió con dificultad al golpe, tanto, que aún penetró la punta y llegó a tocarle en el cabello. Disponíase Espitridates a repetir el golpe, pero lo previno Clito el Negro, pasándole de medio a medio con la lanza; y al mismo tiempo cayó muerto Resaces, herido de Alejandro"
PlutarcoVidas paralelas

Este acto de Clito, motivó que en un banquete, cansado de oír cómo Alejandro se proclamaba mejor que su padre Filipo, le dijo indignado: «Toda la gloria que posees es gracias a tu padre»; incorporándose volvió a gritarle: «Sin mí, hubieras perecido en el Gránico.». Esto provocó la reacción airada de Alejandro, que apuñaló a Clito.